# CloudPayments
CloudPayments — российская группа компаний, предоставляющая услуги интернет-эквайринга.
Основная деятельность CloudPayments — проведение онлайн-платежей для интернет-магазинов и онлайн-сервисов. Также сервис обеспечивает международный интернет-эквайринг и обрабатывает 30 валют мира.

## История
Компания была основана как стартап 13 апреля 2014 года Дмитрием Спиридоновым и Константином Яном.
В сентябре 2014 года компания вышла на самоокупаемость. Ежегодно выручка компании растет на 100 %.

### Сделка с Группой компаний Тинькофф
В октябре 2017 года Группа компаний Тинькофф приобрела 55% акций CloudPayments. Сумма сделки составила 290 млн рублей.
В мае 2019 года Тинькофф приобрел дополнительные 35% акций CloudPayments. В августе того же года сооснователь CloudPayments Константин Ян предложил Тинькофф выкупить его долю акций. В итоге доли распределились следующим образом: группе Тинькофф принадлежит 95%, Дмитрию Спиридонову — 5%.
Компании объединили стратегические интересы, опыт и ресурсы. Изменений для партнёров CloudPayments не произошло. Платежный сервис продолжает работать под собственным брендом и не предполагает значимых операционных изменений.
В январе 2020 года Дмитрий Спиридонов стал советником заместителя председателя правления «Тинькофф». В этой должности он проработал над совместными платежными сервисами компаний вплоть до ухода из компании весной 2022 года (на данный момент, он остается в составе Совета директоров).
В январе 2023 года АО «Тинькофф Банк» выкупил принадлежащие Дмитрию Спиридонову 5% акций CloudPayments. Таким образом, TCS Group теперь владеет 100% долей в сервисе интернет-эквайринга CloudPayments: группе напрямую принадлежат 95% сервиса, а «Тинькофф банку» (входит в TCS Group) — 5%.

## Продукты и сервисы
CloudPayments предоставляет комплексные услуги, позволяющие осуществлять интернет-платежи. Специализируется на подключении интернет-эквайринга для интернет-магазинов и онлайн-сервисов, обеспечивает возможность интегрировать приём платежей через мобильные приложения, социальные сети, мессенджеры, сервисы Google Pay и Apple Pay. Также сервис обеспечивает международный эквайринг, обрабатывает 30 валют мира. Предоставляет возможность онлайн-оплаты без перехода на сторонний платёжный шлюз.

### Продукты
- Виджет — всплывающая форма с минимальным количеством полей для ввода карточных данных. Виджет позволяет принимать онлайн-платежи без дополнительных переходов на сторонние ресурсы (редиректа).
- Checkout — скрипт для создания настраиваемой платежной формы, которая находится на стороне мерчанта и отображается как часть сайта.
- Mobile SDK — набор библиотек для настраивания платежной формы в мобильном приложении.
- Apple Pay — способ оплаты от компании Apple.
- Google Pay — способ оплаты от компании Google.
- Рекуррентные платежи (автоплатежи или платежи по подписке) — возможность выполнять периодические регулярные списания денежных средств с банковской карты без повторного ввода карточных данных. В процессе повторной оплаты плательщик не участвует.
- Рекарринг (токенизация или оплата в один клик) — инструмент для привязки карты к сайту. В процессе оплаты участвует плательщик.
- Функционал для marketplace — автоматизированные и прямые взаиморасчеты между всеми участниками покупок (продавец, покупатель, marketplace).
- Безопасная сделка (Escrow) — перевод денежных средств между физическими лицами. Перевод происходит не мгновенно, а по условию выполнения Получателем своих обязательств.
- AFT — зачисление денежных средств (погашение займов) на внутренний счет микрофинансовых организаций (МФО) либо брокерских счетов.

### Сервисы
- CloudKassir — дочерняя компания, предоставляющая облачные онлайн-кассы для обслуживания интернет-бизнеса в соответствии с положениями ФЗ-54.
- CloudTips — сервис для отправки и приема безналичных чаевых и донатов[10].
- CloudPayments Soft — SaaS-продукт, позволяющий создать гибкое решение для приема платежей и выплат за счет быстрой интеграции с нужными мерчанту банками-эквайерами.

## Подразделения
В 2014 году открылся европейский офис CloudPayments в Риге (Латвия). Это позволило компании работать с клиентами из стран Евросоюза.
Весной 2016 года появилось подразделение CloudPayments в Казахстане. 40 % акций CloudPayments Kazakhstan принадлежат частному инвестору. В 2018 году CloudPayments Kazakhstan первыми в Казахстане подключили для своих клиентов систему приёма платежей Google Pay. А в 2019 году — одними из первых подключили систему приёма платежей Apple Pay. В 

## Отключение благотворительных организаций
В августе 2024 года в одностороннем порядке и без объяснения причин компания расторгла договоры обслуживания с изданием «Такие дела» и фондом «Продолжение».

## Награды и премии
- «Стартап года» (2014)[15].
- «Лучшее платежное решение года для E-com» по версии E-COMSPACE (2016)[16].
- Премия «Большой Оборот — 2018» в номинации «Платежи» (2018)[17].
- «Премия Рунета-2018» (2018)[18].
- «Лучший сервис для интернет-торговли» по версии E-COMSPACE (2018).
- «Золотой сайт-2018» в номинации «Сайт вендора, платформы, сервиса»[19].
- Премия «Большой Оборот — 2020» в номинации «Платежи» (2020)[20].
- Сооснователь и генеральный директор Дмитрий Спиридонов вошел в список «Топ-1000 российских менеджеров» (2020)[21].
- «Время инноваций-2020» в номинации «Продукт года» (продукт — CloudTips)[22].